# 居留地競馬
居留地競馬（きょりゅうちけいば）とは19世紀後半の日本において、外国人居留地で行われた競馬（洋式競馬）のことをいう。横浜・神戸の両居留地で行われたが神戸におけるものは数年で廃止されたため、もっぱら横浜におけるものを指す。
居留地競馬は日本における初の西洋式の競馬であり、現在日本で行われている競馬（近代競馬）のルーツである。
居留地競馬は春秋2回それぞれ2日ないし4日開催され、居留地における祭典の側面をもっていた。競馬開催中は居留地内の外国人経営の商店や銀行は休業し、競馬の観戦や運営にあたった。また競馬開催前に横浜港に入港した外国の船舶の乗組員が競馬を観戦する習慣もあったという。
競馬場へは外国公使の出入りも激しかった。天皇や政府高官は外交交渉の場として利用し、また中国の租界のように実質的な租借地域とならないよう警戒していたと言われている。実際に1881年から1900年の19年間で明治天皇は13回競馬場へ訪れていた。

## 横浜における居留地競馬

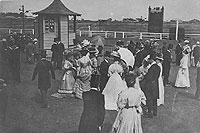
居留地競馬時代の横浜競馬場（1908年）

1860年6月19日（万延元年5月1日）、現在の横浜市元町に建設された馬蹄型の馬場を用いて行ったとされる競馬が現在資料によって確認可能な最古の居留地競馬である。
1861年、横浜州干弁天社裏西の海岸を埋め立てて造成した土地（現在の横浜市中区相生町5丁目および6丁目）に建設された馬場において居留外国人が競馬を行った。
1862年、居留地競馬の施行体として横浜レース・クラブ（1880年に日本レース・クラブへ改名）が組織され現在の元町および山下町付近の円形馬場（居留地競馬場）において競馬が行われた。競馬が行われた具体的な時期については諸説ある。
1. 5月1-2日（5月29-30日）説・・・『The Nippon Race Club 1862-1912』による
2. 8月1-2日（8月25-26日）説・・・J・R・ブラック『ヤング・ジャパン』による
3. 10月1-2日（11月22-23日）説・・・『横浜市史稿』、『The Japan Herald』による

1863年以降は居留地競馬場が住宅地とされたため、イギリス軍20連隊の練兵場および北方町妙香寺坂下（現在の横浜市中区大和町）の同軍砲術場において競馬が開催された。

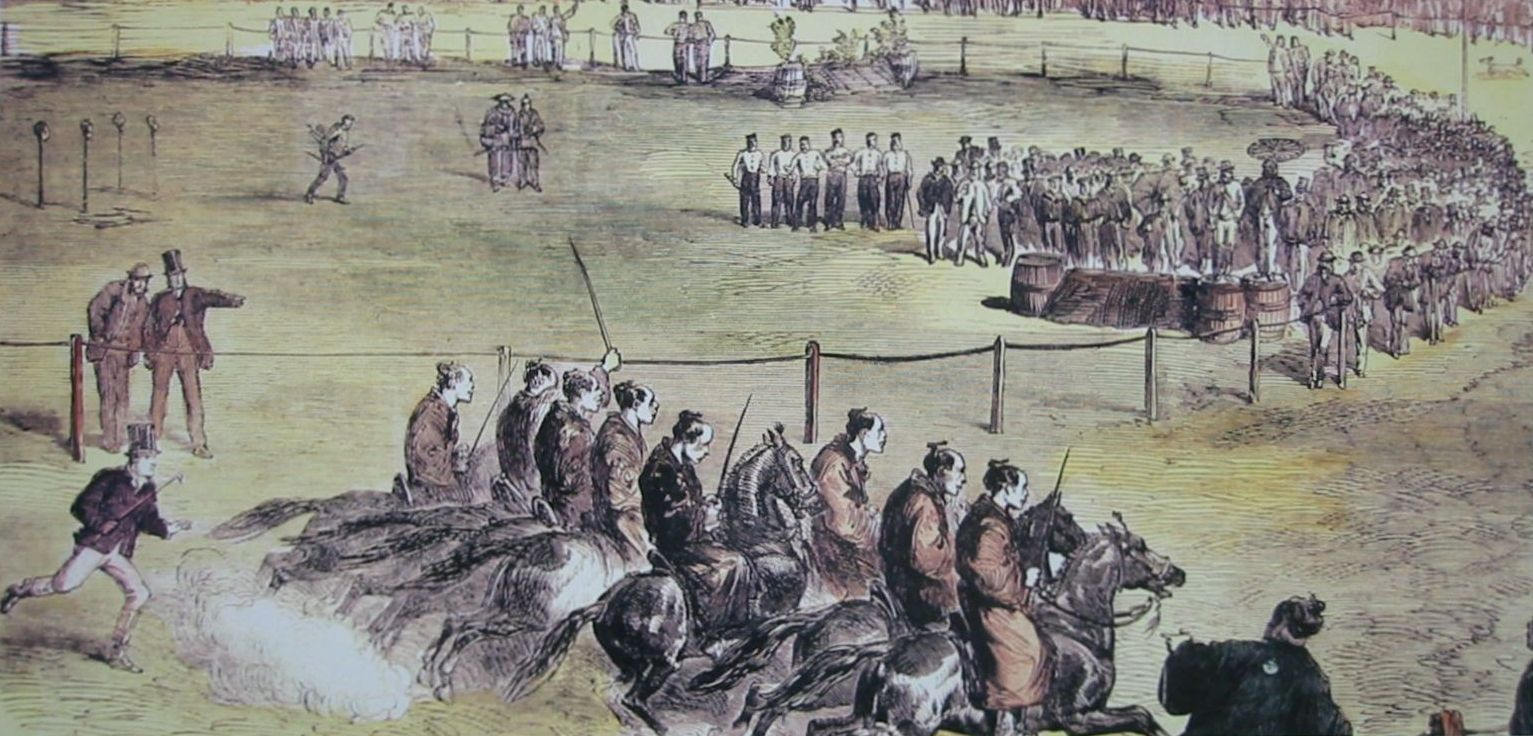
武士による競馬を描いたイラスト（1865年 横浜・イギリス軍練兵場）

1866年に各国公使と幕府間で「横浜居留地設置及競馬場墓地等約書」が調印され、翌年の1867年に江戸幕府によって横浜競馬場（根岸競馬場）が建設された。以後同競馬場において居留地競馬が行われるようになった。
1880年6月9日、明治天皇からの下賜品を賞品とする競走（The Mikado's Vase）が開催された。以後同様の趣旨の競走が定期的に行われるようになり、現在の天皇賞へと発展した。
1888年秋、日本レース・クラブが日本初の馬券（1枚1ドル）を発売した。居留地競馬は治外法権に基づいていたため、明治政府による賭博禁止の影響を受けなかった。

## 神戸における居留地競馬
1868年12月25日（明治元年11月12日）に居留地東北部の砂地でクリスマスの催しとして西洋式の競馬が行われた。翌1869年（明治2年）3月にはヒョウゴ・レース・クラブ（HRC。後にヒョウゴ・オーサカ・レース・クラブ（HORC）に改称）が発足し、同年4月に再び居留地東北部の砂地で競馬が開催された。同年秋に居留地の北、生田神社の東にあたる場所に競馬場が建設され以後同競馬場において競馬が行われるようになった。競走馬にはポニーが用いられた。HORCが資金難に陥ったことが原因で1874年秋の開催を最後に競馬は行われなくなり、1877年にHORCは解散。神戸における居留地競馬は終焉を迎えた。